# Alessio Romagnoli
Alessio Romagnoli (Anzio, 12 januari 1995) is een Italiaans voetballer die doorgaans als centrale verdediger speelt. Hij verruilde AC Milan in juli 2022 transfervrij voor SS Lazio. Romagnoli debuteerde in 2016 in het Italiaans voetbalelftal.

## Clubcarrière
Romagnoli is een jeugdproduct van AS Roma. Hij debuteerde op 11 december 2012 in het eerste elftal, in de Coppa Italia tegen Atalanta Bergamo. Hij startte meteen in de basiself. Op 22 december 2012 debuteerde de centrumverdediger in de Serie A tegen AC Milan. Op 3 maart 2013 tekende hij in zijn derde wedstrijd bij de senioren zijn eerste doelpunt in de Serie A aan, een kopbal uit een corner van Francesco Totti. In zijn eerste seizoen speelde hij twee competitiewedstrijden, het seizoen erop elf. Op 31 mei 2014 ondertekende Romagnoli een nieuw, vierjarig contract. Tijdens het seizoen 2014/15 werd hij verhuurd aan UC Sampdoria. Op 14 september 2014 debuteerde hij daarvoor, in een competitiewedstrijd tegen Torino. Tien dagen later maakte de linksbenige centrale verdediger zijn eerste treffer voor Sampdoria, tegen Chievo Verona. Romagnoli tekende in augustus 2015 een contract tot medio 2020 bij AC Milan, dat circa €30.000.000,- voor hem betaalde aan AS Roma.

## Clubstatistieken
| Seizoen | Club           | Land            | Competitie | Competitie | Competitie | Beker | Beker | Internationaal | Internationaal | Totaal | Totaal |
| Seizoen | Club           | Land            | Competitie | Wed.       | Dlp.       | Wed.  | Dlp.  | Wed.           | Dlp.           | Wed.   | Dlp.   |
| ------- | -------------- | --------------- | ---------- | ---------- | ---------- | ----- | ----- | -------------- | -------------- | ------ | ------ |
| 2012/13 | AS Roma        | Vlag van Italië | Serie A    | 2          | 1          | 1     | 0     | —              | —              | 3      | 1      |
| 2013/14 | AS Roma        | Vlag van Italië | Serie A    | 11         | 0          | 0     | 0     | —              | —              | 11     | 0      |
| 2014/15 | → UC Sampdoria | Vlag van Italië | Serie A    | 30         | 2          | 1     | 0     | —              | —              | 31     | 2      |
| 2015/16 | AC Milan       | Vlag van Italië | Serie A    | 34         | 0          | 6     | 1     | —              | —              | 40     | 1      |
| 2016/17 | AC Milan       | Vlag van Italië | Serie A    | 27         | 1          | 1     | 0     | —              | —              | 28     | 1      |
| 2017/18 | AC Milan       | Vlag van Italië | Serie A    | 28         | 2          | 5     | 1     | 9              | 1              | 42     | 3      |
| 2018/19 | AC Milan       | Vlag van Italië | Serie A    | 32         | 2          | 4     | 0     | 4              | 0              | 40     | 2      |
| 2019/20 | AC Milan       | Vlag van Italië | Serie A    | 26         | 0          | 3     | 0     | —              | —              | 29     | 0      |
| Totaal  | Totaal         | Totaal          | Totaal     | 190        | 8          | 21    | 2     | 13             | 1              | 224    | 11     |

## Interlandcarrière
Romagnoli was actief voor Italië –16, Italië –17 en Italië –19 . Hij debuteerde in 2013 in Italië –21, waarmee hij in 2015 deelnam aan het Europees kampioenschap voor spelers onder 21 jaar. Zijn debuut in het Italiaans voetbalelftal volgde op 6 oktober 2016. Bondscoach Giampiero Ventura zette hem toen als linksback in de basiself van een WK-kwalificatiewedstrijd thuis tegen Spanje (1–1). Romagnoli maakte op 15 oktober 2019 zijn eerste interlanddoelpunt. Hij kopte toen de 0–3 binnen in een met 0–5 gewonnen EK-kwalificatiewedstrijd in en tegen Liechtenstein.

## Erelijst
| Kampioen Serie A | 1x | 2021/22 |
| Supercoppa       | 1x | 2016    |